# Lee Hee-ho
Lee Hee-ho o Lee Hui-ho,  이희호 y  李姬鎬  (Jongno-gu, Seúl, Corea del Sur, 21 de septiembre de 1922 - 10 de junio de 2019) fue una primera dama de Corea del Sur durante la presidencia de su esposo Kim Dae-jung, entre 1998 y 2003, y una activista surcoreana por los derechos de las mujeres y defensora de la paz.

## Trayectoria

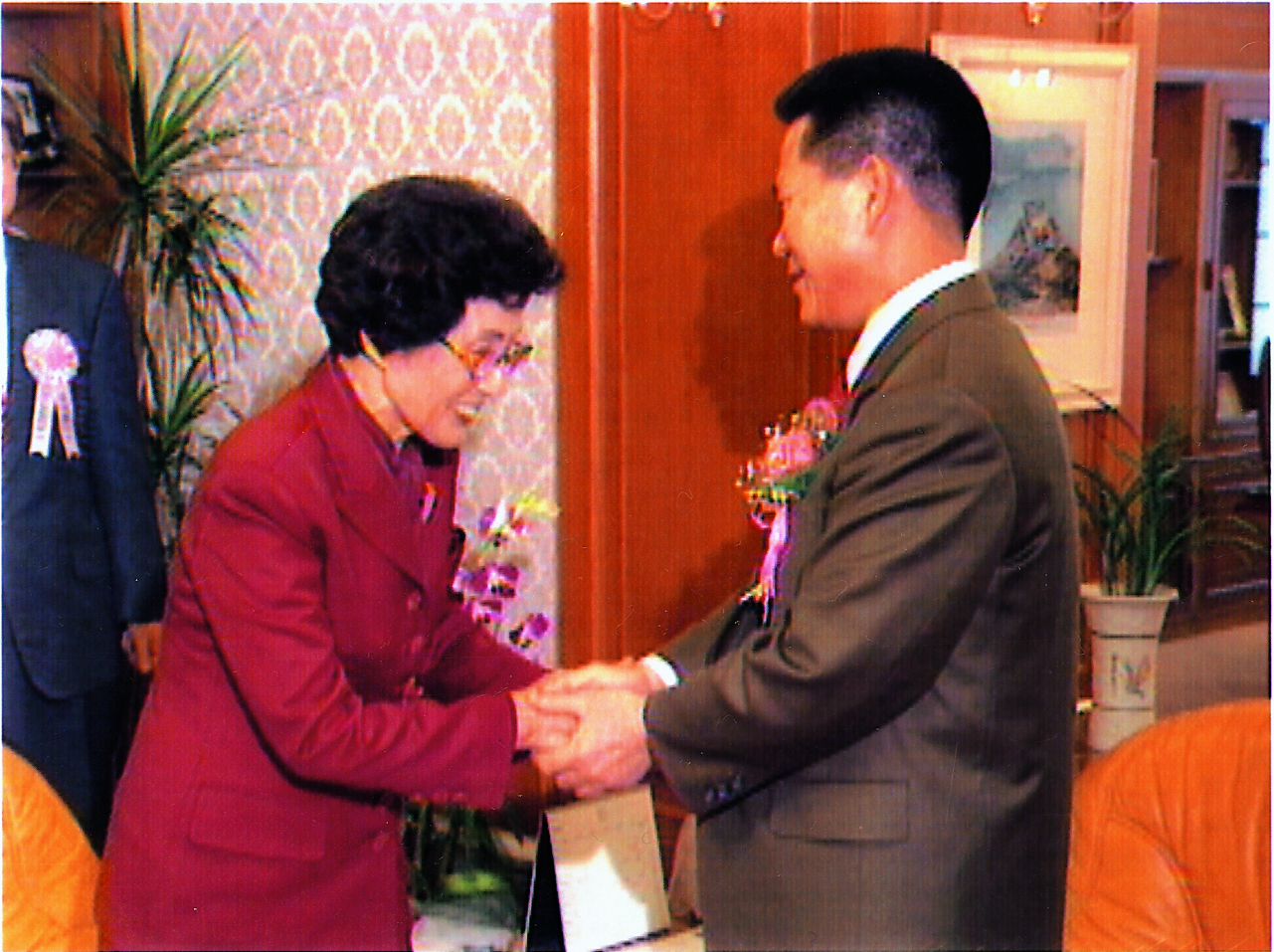

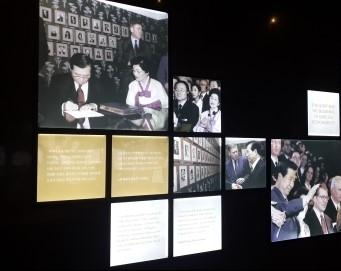

Lee Hee-ho nació en (Jongno-gu, actual Seúl, el 21 de septiembre de 1922, durante el período en que Corea estaba bajo dominio japonés. 
Se graduó en la Universidad Nacional de Seúl como licenciada en educación. Cuando se exilió en los Estados Unidos estudió en la Universidad de Lambuth y obtuvo una maestría en sociología en la facultad Scaritt para Trabajadores Cristianos.
Lee Hee-ho es considerada como una de las feministas pioneras de Corea del Sur porque luchó por la eliminación de la discriminación de género en su país.
Durante dos décadas militó para movimientos pro democracia.
Fue miembro del  Korean National Council of Women y del The Kim Dae-jung Peace Foundation for the Asia-Pacific Region,  secretaria general del National YWCA of Korea, directora del  Research Institute for Women’s Issues.Además, Lee Hee-ho fue la presidenta del Centro de Paz Kim Dae Jung, para promover la paz y las relaciones intercoreanas constructivas y aliviar la pobreza. Lee Hee-ho desempeñó un papel fundamental en la creación del Ministerio de Igualdad de Género y Familia de su país.
Lee Hee-ho participó como primera dama en Pyongyang en 2000 para la histórica primera cumbre intercoreana con el entonces líder norcoreano Kim Jong-il.Por esto, en 2000, su esposo fue condecorado con el Premio Nobel de la Paz «por su trabajo en pro de la democracia y los derechos humanos, y particularmente por la paz y reconciliación con Corea del Norte».
En una encuesta de 2017 fue la primera dama valorada más positivamente por los coreanos.
Falleció el 10 de junio de 2019 a la edad de 96 años.

## Premios y reconocimientos
Lee Hee-ho  a lo largo de si vida recibió distintos reconocimientos:
- 1940 Religion Prize of Ewha Girls’ High School, Seoul
- 1983 Valiant Woman Award from Church Women United of the United States, NY
- 1983 Tower Award of Scarritt College, Nashville, TN
- 1983 Honorary Citizenship, Nashville, TN
- 1984 1984 Human Rights Award of North American Coalition for Human Rights in Korea, Washington D. C.
- 1987 Honorary Doctorate of Humanities Letters from Northeastern University, Boston, MA
- 1987 Excellent Woman of the Year from California State
- 1988 Honorary Doctorate of Humanities Letters from Washburn University, Topeka, Kan
- 1989 Model Teacher’s Award from General Board of Higher Education and Ministry, United Methodist Church
- 1994 The 5th World Holy Spirit Service Award from the World Holy Spirit Service Club
- 1996 Professor Emeritus, Tianjin University, People’s Republic of China
- 1997 Honorary Doctorate of Religious Education from Coral Ridge Baptist University, Jacksonville, Fla
- 1998 Grand Order of Mugunghwa, Republic of Korea
- 1998 Honorary Doctorate of Education from Aoyama Gakuin University, Kokyo, Japan
- 1998 Ewha Emblem, Highest Honor from Ewha Girls’ High School
- 1998 Honorary doctorate of Philosophy from Ewha Women’s University
- 1999 Honorary Doctorate of Literature from Dong-A University, Korea
- 2000 International Social Welfare Prize of University of Southern California
- 2000 Speaker at the National Prayer Breakfast, US Congress and the International Diplomatic Luncheon
- 2000 Honorary Doctorate of Humanities Letters from Drew University, Madison, NJ
- 2000 Distinguished Alumni Award from Seoul National University
- 2001 Woman of Year 2000 Award from Pearl S. Buck International
- 2002 Outstanding Leadership in Peace and Justice Award from the Scarritt-Bennett Center, Nashville, TN
- 2002.  Award for Moral Leadership from Vanderbilt University, Nashville, TN